# درز (بنية تشريحية)
الدرز (بالإنجليزية: Suture)، هو عبارة عن مفصل ثابت يربط ما بين عنصرين أو أكثر لدى الكائن الحي، مع أو دون وجود تراكب أو تداخل بين تلك العناصر.
توجد الدروز –جمع درز- في الهياكل العظمية أو الهياكل الخارجية لمجموعة واسعة من الحيوانات، ولدى كل من الفقاريات واللافقاريات، فقد وجدت في الأجزاء الصلبة للحيوانات من فترة العصر الكامبري وحتى يومنا الحاضر، وهي تتشكل بطرق مختلفة عديدة، وتتواجد بين الأجزاء الصلبة المتكونة من مواد مختلفة عديدة.

## الهياكل العظمية للحيوانات الفقارية
تشكل العظام هياكل الحيوانات الفقارية (الأسماك، والبرمائيات، والزواحف، والطيور، والثدييات)، حيث يكون المكون الرئيسي الصلب هو فوسفات الكالسيوم.

### الدروز القحفية
تتكون جماجم معظم الفقاريات من مجموعات من الألواح العظمية المتصلة معًا بواسطة الدروز القحفية التي تتشابك عبر ألياف تدعى بألياف شاربي، حيث تمتد هذه الألياف من أحد العظام إلى العظم المجاور.

### الدروز في كواحل الفقاريات البرية
يتثبت عظم الكاحل إلى عظم الظنبوب (قصبة الساق) من خلال مفصل درزي، وذلك في نوع من المفاصل الساقية الرصغية الذي يوجد في التماسيح وبعض الأركوصورات الأخرى، حيث يلتف المفصل حول وتد عظمي على الكاحل، بشكل يتلاءم مع رتج في عظم العقب.

## الهياكل الخارجية للحيوانات اللافقارية

### في الرخويات
تتكون قواقع (هياكل) معظم الرخويات من كربونات الكالسيوم (المكون الرئيسي للحجر الجيري والطباشير)، ومن الكونكيولين (وهو بروتينات معقدة).

#### الدروز في قواقع رأسيات الأرجل
تتقسم القواقع إلى حجيرات عبر حاجز (فواصل)، في الرخويات رأسيات الأرجل التي تمتلك قواقعًا خارجيةً (مثل النواتي والآمونيات).
يرتبط الحاجز بالغلاف الخارجي عن طريق دروز تتشكل نتيجة الانغلاف المتكرّر (تتشابك معًا مثل قطع أحجية الصور المقطوعة)، بحيث تكون الدروز مرئيةً من الخارج، وغالبًا ما تشكل أنماطًا معقدةً ودقيقةً.

#### الدروز في قواقع بطنيات القدم
يمكن تَخيُّل جميع القواقع الحلزونية تقريبًا (باستثناء البطلينوس، والصفيلح، والأرانب البحرية، وما إلى ذلك) كأنبوب ذو قطر متزايد، مغلق عند النهاية الصغيرة، وملتف حلزونيًا حول محورٍ مركزيٍّ.
يُسمَّى كل دوران كامل لهذا الأنبوب الملتف حلزونيًا باللفة الحلزونية، وعادةً ما تتداخل لفات القوقعة الحلزونية مع بعضها البعض لتشكل شكلًا كالبرج، وفي المكان الذي تتداخل عنده اللفات، يكون هناك عادةً فاصلًا أو فجوةً واضحةً (وإن كانت ضيقة)، بحيث تشكل هذه الفواصل خطًا مرئيًا مستمرًا وممتدًا من ذروة القوقعة وحتى الكوة؛ هذا الخط هو الدرز.
غالبًا ما تكون تفاصيل الدرز مفيدة في التمييز بين نوع وآخر، كما توفر الدروز نوعًا من المؤشر الجغرافي الذي يمكن من خلاله وصف المظهر الشكلي للكائن، فعلى سبيل المثال، تمتلك بعض الأنواع شريطًا فاتحًا أو داكنًا تحت الدرز على القوقعة.
عندما يحدث تزوي للفات الحلزونية، فإن الفراغ بينها وبين الدرز فوقها، يشكل المنطقة المعروفة باسم «كتف» القوقعة، وقد تكون زاوية الكتف بسيطة أو مقلوبة، وقد تحتوي في بعض الأحيان على عُقد أو أشواك.

### في مفصليات الأرجل

#### الدروز في الدروع القرنية لثلاثيات الفصوص
تتألف دروع ثلاثيات الفصوص من الكالسيت وفوسفات الكالسيوم المتوضعة في هيكل من الكيتين (عديد سكاريد)، حيث ينقسم جسم ثلاثي الفصوص إلى ثلاثة أقسام رئيسية: الرأس الذي يضم العيون، والأجزاء الفموية، والأعضاء الحسية كقرون الاستشعار؛ الصدر الذي يتكون من عدة قطع متشابهة مع بعضها البعض؛ والذيل.
تمتلك رؤوس العديد من الأنواع دروزًا، تمتد من الخلف إلى الأمام حول الأطراف الخارجية للعيون، بحيث تقسم هذه الدروز الرأس إلى ثلاثة أجزاء.
تكون وظيفة الدروز في رؤوس ثلاثيات الفصوص غير اعتيادية، فوظيفتها الأساسية –بحسب ما يبدو- هو خلق ضعف يجعل انفصال أجزاء الدرع القرني أسهلًا عندما يحتاج الحيوان إلى عملية التقشر (الانسلاخ).